# Mur Lennon
Le mur Lennon (en tchèque : Lennonova zeď) ou « Lennon Wall » est un mémorial informel à John Lennon à Prague, en République tchèque. Depuis les années 1980, il recueille des hommages sous la forme de graffitis.

## Expression sociale
Les murs Lennon sont devenus un mode d'expression sociale qui se rencontre dans différents pays ou régions.

### En République tchèque
En 1988, le mur Lennon de Prague a été une source d'irritation pour le régime communiste de Gustáv Husák, résultant en des affrontements urbains. Il est du coup devenu un symbole pour la jeunesse locale.

### À Hong Kong
Des murs Lennon sont apparus à Hong Kong, en 2014 lors du premier Mouvement des parapluies.
Lors des manifestations de 2019-2020 à Hong Kong contre l'amendement de la loi d'extradition par le gouvernement, ce mode d'expression s'est à nouveau révélé et déployé.

## Galerie

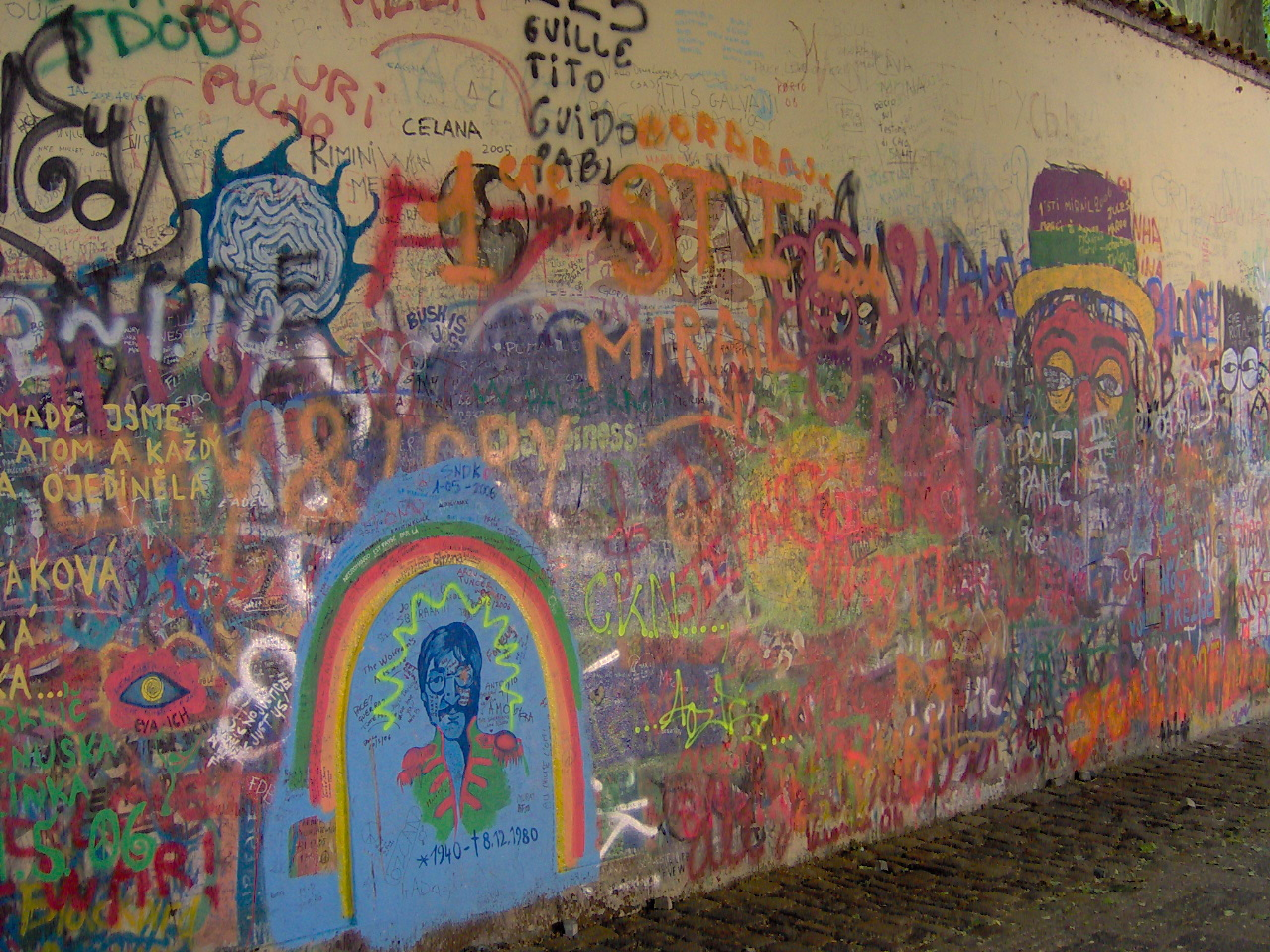
Le mur Lennon de Prague en juin 2006.
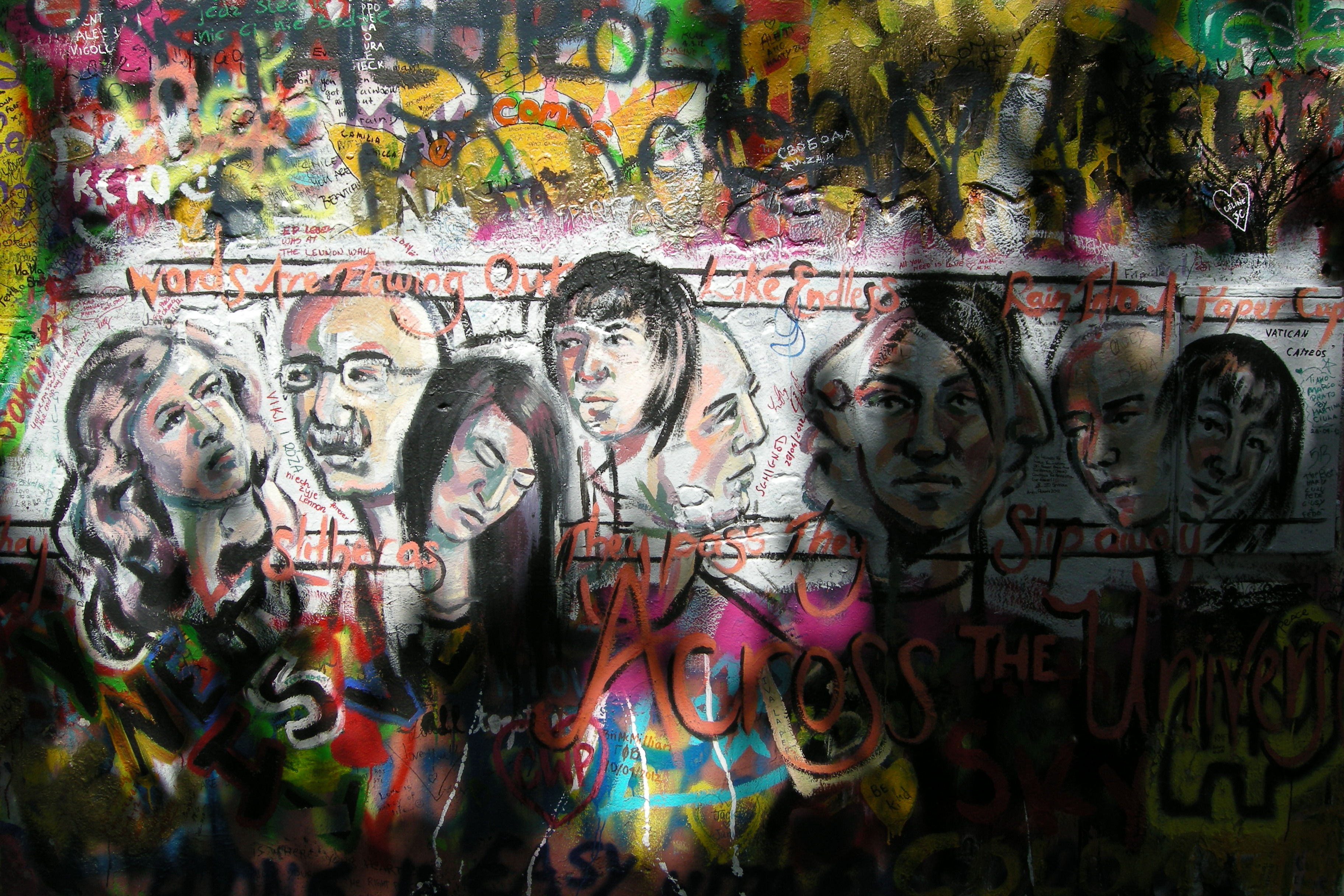
Le mur Lennon de Prague en mai 2012.
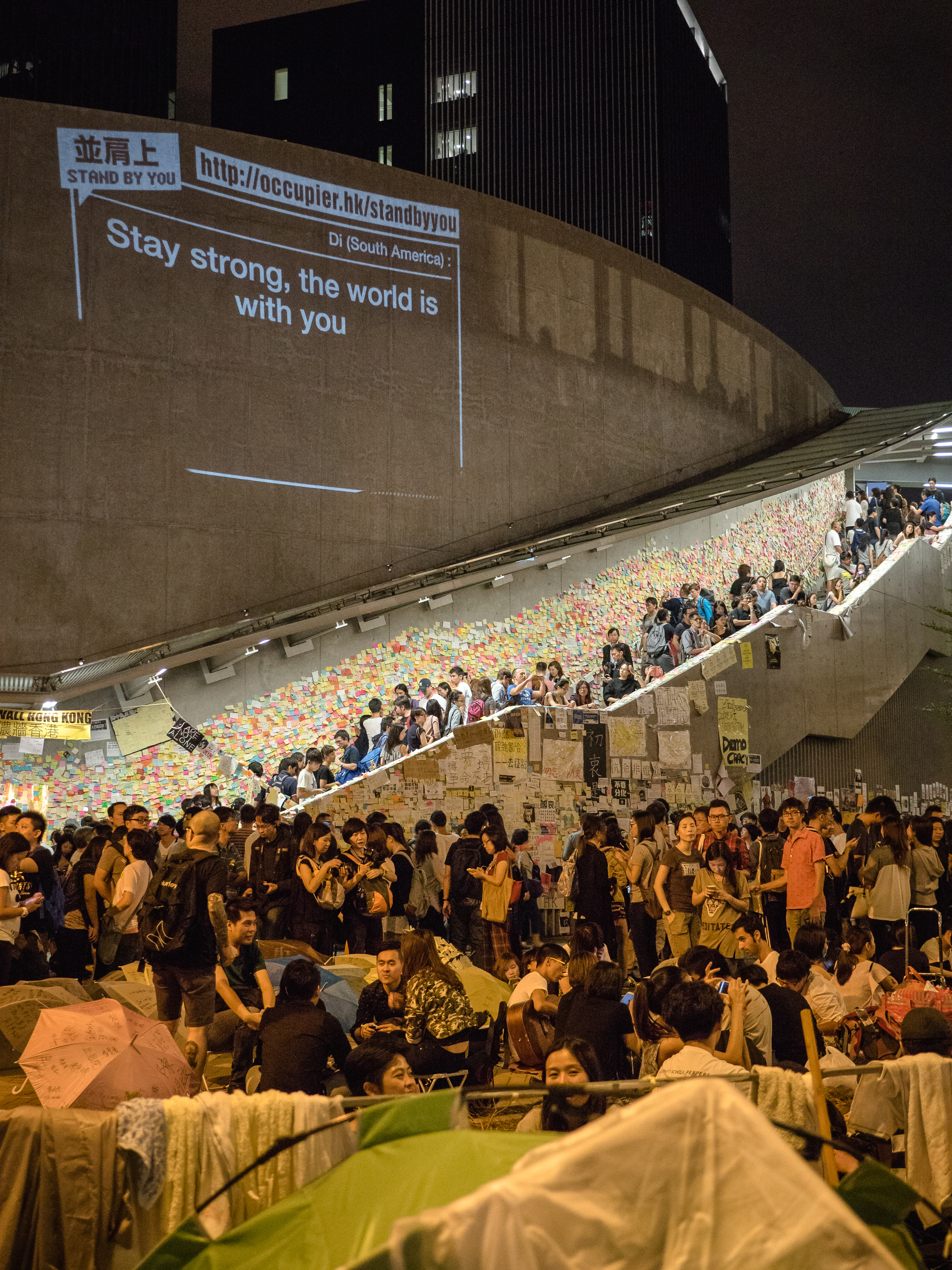
Un mur Lennon à Hong Kong en octobre 2014.
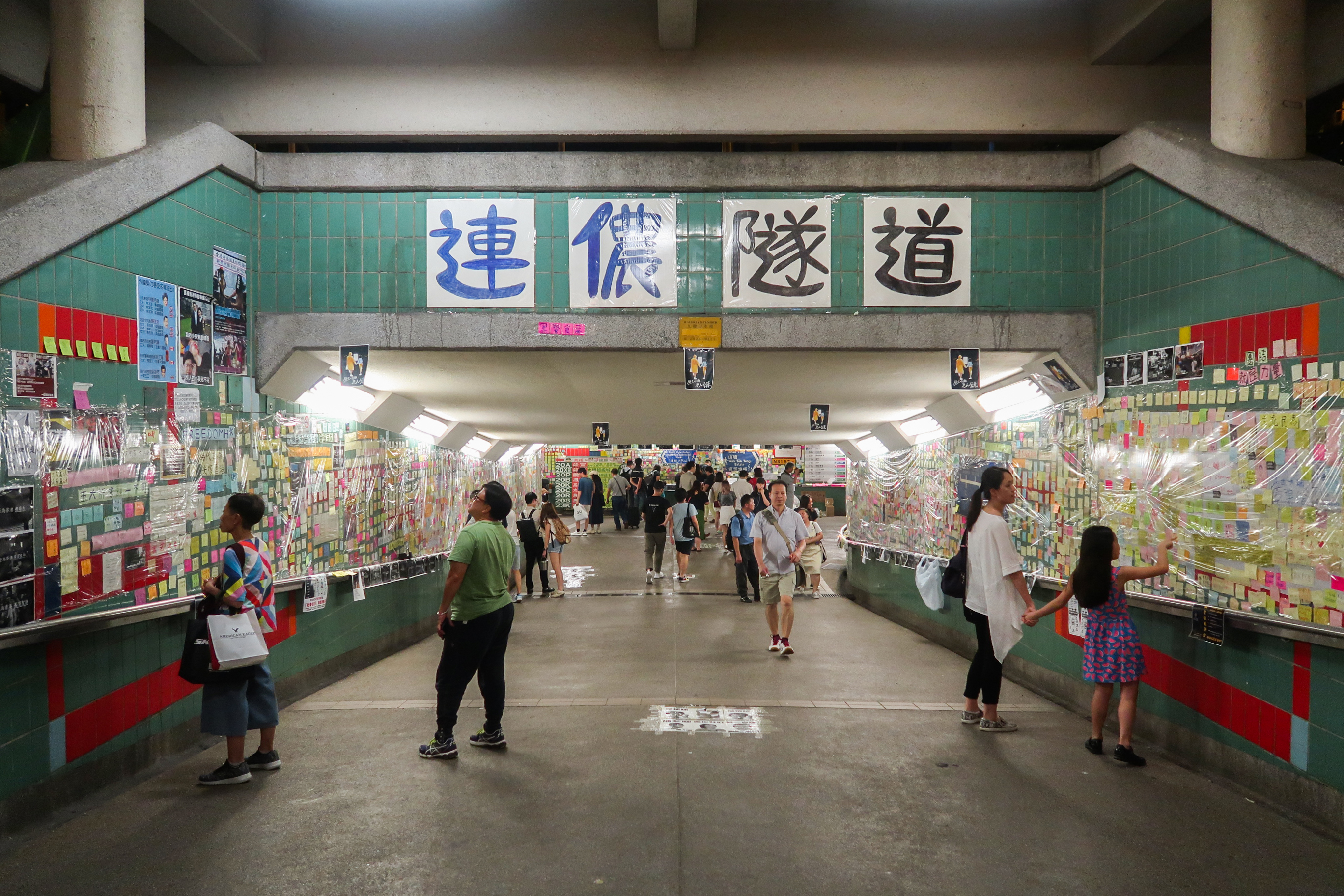
Un mur Lennon dans le métro de Hong Kong en juillet 2019.